# Suippes
Suippes é uma comuna francesa na região administrativa do Grande Leste, no departamento de Marne. Estende-se por uma área de 42.25 km², e possui 3.890 habitantes, segundo o censo de 2018, com uma densidade de 92 hab/km².